# Stanisław Potencki
Stanisław Adam Potencki (ur. 10 listopada 1899 we Lwowie, zm. 8 września 1920 w bitwie pod Zadwórzem) – żołnierz armii austriackiej i podporucznik artylerii Wojska Polskiego. Uczestnik I wojny światowej i wojny polsko-bolszewickiej. Kawaler Orderu Virtuti Militari.

## Życiorys
Urodził się 10 listopada 1899 w rodzinie Błażeja i Marii z d. Korczyńska. Absolwent gimnazjum we Lwowie, Wiedniu i Bielsku-Białej. 
Zmobilizowany do armii austriackiej służył w artylerii na froncie rosyjskim i włoskim I wojny światowej. Od listopada 1918 w odrodzonym Wojsku Polskim. Był żołnierzem w 4 pułku piechoty, 5 pułku piechoty i 5 pułku artylerii. Brał udział w walkach pod Przemyślem i Lwowem, gdzie został ranny. Od sierpnia 1920 wstąpił do armii ochotniczej, w której jako dowódca baterii w 205 pułku piechoty brał udział w walkach wojny polsko–bolszewickiej.
Szczególnie zasłużył się podczas bitwy 8 września 1920 w okolicach Zadwórza,
"dowodząc samodzielnie działem, osłaniał do ostatniego pocisku odwrót, a następnie walczył z karabinem w ręku. Otoczony przez kawalerię bolszewicką - popełnił samobójstwo".
Za tę postawę został odznaczony pośmiertnie Orderem Virtuti Militari.
Pochowany na Cmentarzu Obrońców Lwowa. 

## Życie prywatne
Był kawalerem.

## Odznaczenia
- Krzyż Srebrny Orderu Wojskowego Virtuti Militari nr 2033[1]